# Альбом (альбом группы «Семья Ю.Г.а»)
«Альбом» — первый и единственный студийный альбом российской рэп-супергруппы Семья Ю.Г.а, выпущенный на аудиокассетах в ноябре 1999 года на лейбле RAP Recordz.
Название «Семья Ю.Г.а» появилось в 1999 году. Основой объединения стала рэп-группа Ю.Г., которая в свою очередь состояла из групп Взвод 32/4 (Кит и M.F.) и Стальная Бритва (Макъ и Винт). Также в «семью» вошли группа «Тени» (Стахей и Проп) и рэпер Clock Dre. Все рэперы представляли ЮАО и были известны по участию на сборниках лейбла Pavian Records в 1996—1997 годах.
В 1999 году группа выпустила свой единственный альбом на лейбле RAP Recordz. В 2000 году к «семье Ю. Г.а» присоединились группы «Люди Солнца» (Будда и Эл) и «Южный Фронт» (Килатон, Миксовый и Мандр), но новых треков в составе «семьи» так и не вышло.
В 2012 году лейбл RAP Recordz впервые опубликовал на своём сайте альбом «Семьи Ю.Г.а» в студийном качестве, и сделал альбом доступным для бесплатного цифрового скачивания.
В 2019 году на сайте хип-хоп фестиваля V1 Battle в статье «9 альбомов русского рэпа с 20-летней выдержкой» альбом Семьи Ю.Г.а был назван «альбомом русского рэпа, который стал классикой хип хопа».

## Об альбоме
Днём рождения группы Ю.Г. считается 10 ноября 1998 года, именно в этот день участники группы сделали сведение их первой песни «Мы из Москвы», которая вошла на альбом Семьи Ю.Г.а. На следующий день один из участников группы, Виктор «Винт» Кисткин, уходит служить в армию, поэтому свой куплет для песни «Тезисы» Винт записал на студии во время увольнительной из армии. Винт отсутствует на треке «Запомни сын», поскольку он не смог выбраться на студию для записи своего куплета. Весной 1999 года в армию уходит ещё один участник группы, Александр «С. О. Макъ» Тищенко, но в отличие от Винта он служил в Москве и поэтому он чаще посещал студию звукозаписи во время увольнительных из армии.
Альбом начинается с объявления группы победителем на фестивале молодых исполнителей «Микро’99» 12 июня 1999 года, где группа Ю. Г. заняла первое место. После победы на фестивале молодых исполнителей «Микро’99» группа Ю.Г. в лице двоих её участников, Андрея «Мёртвый Кит» Чернышова и Антона «M.F.» Бобринёва, знакомится с Дмитрием «Dime» Нечаевым, основателем нового музыкального рэп-лейбла RAP Recordz, для дальнейшего подписания контракта с лейблом. Альбом «семьи Ю.Г.а» был первым выпущенным студийным альбомом лейбла Rap Recordz.
В 2007 году редактор сайта Golden Muzik сделал обзор на этот альбом:
Впервые русский рэп звучит так непримиримо, на мощных уличных битах, что становится визитной карточкой группы. Во многих песнях основу музыки составляют аккорды синтезаторного пианино и бит, что делает альбом единым по музыкальному оформлению, но при этом не однообразным. В песнях «Никуда Не Деться» и «Смерть Не Удержать» и «Не Спрашивай» явно прослеживаются размышления о жизни и смерти. Есть и несколько лирических песен (например, «День/Ночь» и «Выбор Пути»). Интересным решением является и использование матерных фраз из творчества Шуры Каретного. Песни «Мы Из Москвы», «Подари Мне Этот Мир», «Запомни, Сын» и «Тезисы» – сольные песни группы Ю.Г. выпущенные на этом семейном альбоме, являются заглавными здесь и заставляют ждать сольного альбома группы.

## Список композиций
| Номер трека | Название              | Участвует                                               | Музыка            | Время |
| ----------- | --------------------- | ------------------------------------------------------- | ----------------- | ----- |
| 01          | «Интруха»             | Взвод 32/4 (Кит и M.F.)                                 | Ю.Г.              | 2:29  |
| 02          | «Мы из Москвы»        | Ю.Г. (Кит, M.F., Винт и Макъ)                           | Ю.Г.              | 4:54  |
| 03          | «День/Ночь»           | Тени (Стахей и Проп) и Взвод 32/4 (Кит и M.F.)          | Ю.Г.              | 4:20  |
| 04          | «Подари мне этот мир» | Ю.Г. (Кит, M.F., Винт и Макъ)                           | Ю.Г.              | 4:25  |
| 05          | «Выбор пути»          | Clock Dre, Макъ и Взвод 32/4 (Кит и M.F.)               | Ю.Г.              | 4:56  |
| 06          | «Я видел…»            | Тени (Стахей и Проп) и Макъ                             | Ю.Г.              | 4:12  |
| 07          | «Запомни сын»         | Ю.Г. (Кит, M.F. и Макъ)                                 | Ю.Г.              | 3:34  |
| 08          | «Никуда не деться»    | Стальная Бритва (Макъ и Винт)                           | Стальная Бритва   | 5:21  |
| 09          | «Тезисы»              | Ю.Г. (Кит, M.F., Винт и Макъ)                           | Ю.Г.              | 4:05  |
| 10          | «На юг!»              | Clock Dre, Макъ и Взвод 32/4 (Кит и M.F.)               | Ю.Г.              | 5:41  |
| 11          | «Смерть не удержать»  | Стальная Бритва (Макъ и Винт)                           | Стальная Бритва   | 2:15  |
| 12          | «Не спрашивай»        | Тени (Стахей и Проп) и Макъ                             | Ю.Г., Ян Сурвило  | 3:56  |
| 13          | «Хип-хоператория»     | Стальная Бритва (Макъ и Винт) и Взвод 32/4 (Кит и M.F.) | Винт и Взвод 32/4 | 4:17  |
| 14          | «32+4»                | Взвод 32/4 (Кит и M.F.)                                 | Взвод 32/4        | 0:33  |

- Запись, сведение и мастеринг: Ян И. С. на студии M.Y.M. Recordz, Москва
- Кроме 8, 11, 13, 14 — запись: DJ Пахан и Ч-Рэп на студии Павиан, Москва